# Tamriel
Tamriel es un continente ficticio en la serie de videojuegos The Elder Scrolls. Situado en el planeta Nirn, es la región más extensa del mismo. 

## Historia
- Era del amanecer: En esta era Se concibe Nirn y comienza la historia de Tamriel. Todo comenzó en el vacío de Aurbis, en la "Era del Amanecer", Cuando las dos fuerzas principales del Universo, Anu y Padomay, dieron vida a los et’ada, los "Espíritus Originales". Anu, el ente del éxtasis de quien los Aedra heredan su esencia principal, Padomay, representa el caos y el cambio, de este es de quien heredan su esencia los Daedra.

- Primera Era: La primera era, la más larga es marcada sobre todo por cambio de papel entre Elfos y los Hombres y al nacimiento de algunas de las religiones de gran alcance de la tierra. De Cyrodiil, Tamriel, la raza humana inició su lucha: de su posición desgraciada como esclavos finalmente eliminan a sus amos, los Altmeri, de la faz de la tierra. De la parte nororiental del continente, el corazón de Lorkhan tienta a muchos mortales y Elfos Oscuros. Los seguidores de las divinidades causan una guerra terrible, y una raza, antaño gloriosa, los Altmeri es exterminada casi por completo.
- Segunda Era: La segunda era comienza después de que el Potentate de Akaviri asesina el último de la línea de Cyrodiil. Ésta es también la era cuando se forman y se establecen algunas de las facciones más grandes de Tamriel, el gremio de los Magos y la Hermandad Oscura. La era finalmente termina después de que Tiber Septim, en cuyo poder cayó un poderoso artefacto élfico llamado Numidium, une con éxito a todo Tamriel. Aparece la moneda oficial de la dinastía Septim, oficialmente llamada un Septim, debido al busto de Tiber Septim, pero familiarmente conocida como drake debido al sello de Akatosh en el dorso.
- Tercera Era: La tercera era, que se describe como la era más gloriosa hasta el momento, es la época de la dinastía de Septim. De hecho, la larga línea de los emperadores de Septim casi alcanza un extremo en varios puntos en la historia de este período. Algunos de los acontecimientos significativos son la guerra del diamante rojo, una guerra civil por la sucesión, y una década larga del reinado del traidor Jagar Tharn. Además, esta era es marcada por el renacimiento de Nerevar Indoril, el general más grande de Chimeri; también como el renacimiento de Numidium y de la segunda rotura del dragón que sigue.
- Cuarta Era: En los días finales de la tercera era, el emperador, Uriel Septim VII es asesinado al principio de la era siguiente en The Elder Scrolls IV: Oblivion, junto con todos sus herederos, excepto un hijo ilegítimo, Martin. En la lucha final para la vida de Septim, los Espadas fueron ayudadas por un preso fugado. Era este preso fugado que rescató a Martin del sitio de Kvatch, este preso, quien atacó repetidas veces Oblivion, y el mismo preso que recuperó el Amuleto de Reyes. Era también este preso, llamado Campeón de Cyrodiil y el héroe de Kvatch, que atestigüó el último sacrificio de Martin para terminar la crisis de Oblivion, 201 años después del inicio de la cuarta era ocurren los eventos de The Elder Scrolls V: Skyrim

Hay otra Era ubicada entre la Era del Amanecer y la Primera Era, la era Merética, conocida como la era Mítica, en la cual los Mer (elfos) llegaron en Tamriel y todas ocurrencias mitológicas se dice que han ocurrido. Esta Era se considera comúnmente fuera de la historia comprobable, ya que no hay registros escritos de la misma. Los expedientes de Aldmeri, por otra parte, sí que datan del principio de la era, no obstante éstos no están abiertos a los eruditos imperiales.

## Gobierno
Tamriel es un imperio gobernado por un emperador de la dinastía Septim. Técnicamente hablando, se refiere a éste, alternativamente, como el tercer imperio del hombre, la tercera dinastía, o el asiento de los reyes de Sundered. El centro del imperio se encuentra en la provincia de Cyrodiil, que es hogar del emperador y del Consejo de los Ancianos, el cual desempeña funciones administrativas y de gobierno del interior durante épocas de inestabilidad.
Después de la muerte del emperador, se elige como nuevo gobernante al hijo mayor legítimo (preferiblemente varón) del emperador fallecido. Sin embargo, en algunas ocasiones los cónyuges, niños más jóvenes, hermanos, e incluso en una ocasión, un hijo no legítimo, han ocupado el trono de Tamriel.
Bajo la autoridad del emperador, está el Consejo de los Ancianos, eficaz gabinete de clases. Este cuerpo gobierna el imperio durante los períodos de transición en los cuales no existen herederos conocidos. Los asuntos importantes del gobierno imperial durante la regencia del Consejo de los Ancianos tienden a ser dejados de lado, para resolver tan solo los asuntos cotidianos; pero es posible la administración del estado con el apoyo de la legión imperial, presente a lo largo y ancho de todo el imperio, pues las oficinas de aquella frecuentemente coinciden con las de autoridades civiles. Frecuentemente, se confieren títulos de nobleza a los más distinguidos legionarios, lo cual hace pensar que el imperio funciona con la dirección de los líderes militares, sobre todo.
Cada provincia tiene, a su vez, su propio gobierno encargado del despacho de los asuntos de dicha provincia. La función de los gobiernos provinciales consiste en administrar los asuntos del imperio en esa provincia.
Tras la muerte del último de los emperadores de la dinastía Septim y de la desaparición de su último heredero, el líder del Consejo de los Ancianos y, en consecuencia, Regente del Imperio es el alto canciller imperial Ocato, el Archimago.

## Geografía

### Tercera Era
Tamriel está formada por nueve provincias y la ciudad-estado de Orsinium, cada una correspondiente a su propia cultura y raza. El Imperio de Cyrodiil gobernado por la dinastía fundada por Tiber Septim rige todas las provincias de Tamriel desde la Ciudad Imperial.
- Bosque Valen: Limita al norte con la provincia de Cyrodiil, al este con Elsweyr y al sur con el Océano Padomaico. Bosque Valen es una región muy lluviosa, con grandes zonas de bosques subtropicales, siendo apodado por ello como «el Jardín de Tamriel». Es la región nativa de los elfos del bosque, también llamados Bosmer.

- Ciénaga Negra: También recibe el nombre de Argonia. Limita al norte con Morrowind, al noroeste con Cyrodiil y al sur y el este con el Océano Padomaico. Es una región de clima tropical, de abundantes bosques y ciénagas con un paisaje exuberante pero también peligroso. Es la región nativa de los argonianos, unos seres reptiloides.

- Cyrodiil: Situada en el centro de Tamriel, está habitada por los imperiales, también llamados "cyrodílicos", una raza humana común que forma la población fundamental del Imperio. La sede y capital del Imperio se halla en la Ciudad Imperial, una inmensa ciudad construida en mitad del lago Rumare. Cyrodiil es una región de climas variados y numerosas ciudades cosmopolitas.

- Elsweyr: Situada al sur de Tamriel, limita al norte y al este con Cyrodiil, al oeste con Bosque Valen y al sur con el Océano Padomaico. Elsweyr es una región muy cálida y de abundantes desiertos, con climas suaves en la zona cercana al océano. Es la región nativa de los khajiitas, llamados hombres-gato, con fama de contrabandistas y taimados.

- Isla de Estivalia: Son varias islas situadas en el extremo suroeste de Tamriel, y suele recibir también el nombre de Alinor. Es la tierra natal de los altos elfos, también llamados Altmer. Poco se sabe de su geografía y de su gobierno.

- Morrowind: También llamada Veloth o Dunmereth, entre otros nombres, Morrowind limita al oeste con Skyrim y Cyrodiil, al sur con Ciénaga Negra y al norte con el Mar de los Fantasmas. La provincia posee el territorio continental y la gran isla central de Páramo de Vvarden. Morrowind acoge la mayor ciudad de Tamriel, Vivec. Es la provincia natal de los elfos oscuros o Dunmer.

- Orsinium: Situada en la frontera suroriental de Roca Alta y Skyrim, la ciudad de Orsinium ya había sido destruida y reconstruida en el pasado. En el año 399 de la Tercera Era, un orco llamado Gortwog gro-Nagorm decidió reconstruir Orsinium y logró ganar suficiente prestigio como para que el emperador Uriel Septim VII se plantease otorgarle la categoría de provincia independiente. Es la tierra originaria de los orcos u Orsimer.

- Páramo del Martillo: Limitando al norte con Roca Alta, al noreste con Skyrim y al este con Cyrodiil, Páramo del Martillo es la provincia natal de los guardias rojos, los humanos descendientes de los nativos del continente de Yokuda que se trasladaron a Tamriel hacía eras. Es la región más árida de Tamriel y contiene el mayor desierto del continente, el Desierto de Alik'r.

- Roca Alta: Habitada por los bretones, híbridos de humano y elfo con un talento especial para la magia, Roca Alta es una región montañosa con climas templados y suaves. En la zona suroriental se halla la ciudad-estado de Orsinium, hogar de los orcos.

- Skyrim: Habitada por los nórdicos, Skyrim limita al sur con Cyrodiil, al suroeste con Páramo del Martillo, al oeste con Roca Alta, al este con Morrowind y al norte con el Mar de los Fantasmas. Es la región más septentrional de Tamriel y también la que goza del clima más duro y frío. El norte de Skyrim se halla casi permanentemente bajo la nieve, mientras que el sur goza de climas más suaves. Es una zona montañosa, hallándose la Garganta del Mundo, la montaña más alta de Tamriel.

### Cuarta Era
Tras la Crisis de Oblivion, el Imperio cayó en un estado de caos tras la desaparición del linaje de los Septim, el Imperio comenzó a disgregarse mientras la ausencia de un líder permitió a los Altmer independizarse y fundar el Dominio de Aldmer, que pronto extendió sus posesiones hasta Bosque Valen y Elsweyr. Un señor de la guerra coloviano llamado Tito Mede se hizo con el trono imperial unos 30 años después de desaparecer los Septim, fundando la dinastía Mede, que ahora lideraba un Imperio que contenía las provincias de Cyrodiil, Skyrim, Roca Alta y Páramo del Martillo.
En el año 171 estallaba la Gran Guerra entre el Imperio y el Dominio de Aldmer. Pese a que el Imperio sufrió severas derrotas al principio, pudo reorganizarse y derrotar a las fuerzas del Dominio que invadieron su territorio, firmando la paz en lo que se conoció como el Concordato Blanco y Dorado.

#### Imperio
Gobernado por la Dinastía Mede desde la Ciudad Imperial, el Imperio de la Cuarta Era es una sombra del poderío que tuvo antaño con los emperadores Septim. Reducido a las provincias de Cyrodiil, Skyrim y Roca Alta, el Imperio mantiene una situación de animadversión con el Dominio de Aldmer.
- Cyrodiil: Sede del Imperio en la Ciudad Imperial, la provincia quedó devastada tras la Gran Guerra y aún no se recuperó del conflicto.

- Roca Alta: Dividida en reinos, Roca Alta permanece bajo administración imperial y es, junto a Cyrodiil, la única que se halla en relativa paz.

- Skyrim (parcial): Tras la Gran Guerra, muchos nórdicos se rebelaron contra el dominio imperial al sentir que habían sido traicionados por éste al prohibirse el culto a Talos y al creer que el Imperio era débil, pues no podía luchar contra el Dominio de Aldmer. Pese a que algunas comarcas de Skyrim se pusieron de parte de Ulfric Capa de la Tormenta (veterano de la Legión Imperial y líder de la rebelión), otras permanecieron leales al Imperio.

#### Dominio de Aldmer
Varios años después de la Crisis de Oblivion, una facción de altos elfos conocida como los Thalmor se hizo con el poder en las Islas de Estivalia. Los Thalmor conspiraron para separarse del Imperio, y en el año 22 de la Cuarta Era proclamaban su independencia del Imperio. A ellos pronto se unió la provincia de Bosque Valen, gobernada por los bosmer, naciendo así de nuevo el Dominio de Aldmer. El Imperio fue incapaz de mantener su unidad debido a los enfrentamientos internos. Durante las siguientes décadas, el Dominio y el Imperio se aislaron mutuamente y no volvieron a retomar relaciones hasta que el Dominio se hizo con el control de Elsweyr.
- Alinor: Nombre con el que los altos elfos rebautizaron a la Isla Estivalia, Alinor es la sede y capital del Dominio de Aldmer.

- Bosque Valen: Los Thalmor se hicieron con su control tras la Crisis de Oblivion, y juntas formaron el Dominio de Aldmer.

- Elsweyr: Elsweyr pasó a formar parte del Dominio cuando los altos elfos hicieron reaparecer a Masser y Secunda, las lunas de Nirn, desaparecidas del cielo nocturno durante 2 años. Como agradecimiento, Elsweyr se separó del Imperio y el Dominio dividió la provincia en dos territorios que convirtió en Estados títere.

#### Páramo del Martillo
Tras la Gran Guerra, Páramo del Martillo se negó a firmar la paz con el Dominio de Aldmer y decidió continuar la guerra por su cuenta, separándose del Imperio. Páramo del Martillo y el Dominio permanecen en conflicto durante los siguientes cinco años. La guerra finaliza con el Tratado de Stros M'Kai, que reconoce la independencia de Páramo del Martillo y la retirada de todas las tropas altmer de la provincia.

#### Reino de Argonia
Tras la Crisis de Oblivion, y aprovechando la debilidad del Imperio, Ciénaga Negra es la primera provincia imperial en proclamar su secesión. Aprovechando la erupción del volcán de Páramo de Vvarden, que dejó devastada la provincia de Morrowind, los argonianos lanzan una invasión sobre la provincia dunmer. Los argonianos conquistaron la destrozada región rápidamente, saqueando la capital, El Duelo, y obligando a los elfos oscuros a refugiarse en la zona occidental de la provincia y en la devastada isla de Páramo de Vvarden.
El Reino de Argonia se extiende desde Ciénaga Negra hasta Morrowind. La Casa Redoran dirige la resistencia de los elfos oscuros contra los argonianos desde su capital, Luz Oscura.

#### Reino de Skyrim
Dos décadas después de la Gran Guerra, Ulfric Capa de la Tormenta lidera una rebelión contra el dominio del Imperio. A Ulfric se le suman varias comarcas de Skyrim que apoyan su reclamación como Rey Supremo y la independencia de la provincia. El Reino de Skyrim queda configurado por las comarcas de la Marca Oriental, La Grieta, El Pálido e Hibernalia, con capital en la ciudad de Ventalia, ciudad donde Ulfric es jarl y cuartel general del ejército rebelde de los Capas de la Tormenta.